# تشارلي فلاورز
تشارلي فلاورز (بالإنجليزية: Charlie Flowers)‏ هو لاعب كرة قدم أمريكية أمريكي، ولد في 28 يونيو 1937 في ماريانا في الولايات المتحدة، وتوفي في 7 ديسمبر 2014 في أتلانتا في الولايات المتحدة.

## وصلات خارجية
- تشارلي فلاورز على موقع مرجع كرة القدم المحترفة.كوم (الإنجليزية)